# Андрате
Андрате (итал. Andrate, пьем. Andrà) — коммуна в Италии, располагается в области Пьемонт, в провинции Турин.
Население составляет 476 человек (2008 г.), плотность населения составляет 53 чел./км². Занимает площадь 9 км². Почтовый индекс — 10010. Телефонный код — 0125.
Покровителем коммуны почитается святой апостол Пётр в веригах, празднование 4 ноября.

## Демография
Динамика населения:

## Администрация коммуны
- Официальный сайт: